# Satoji járás

A Satoji járás Csecsenföldön

A Satoji járás (oroszul Шатойский муниципальный район, csecsen nyelven Шуьйтан кlошта) Oroszország egyik járása Csecsenföldön. Székhelye Satoj.

## Népesség
- 2002-ben 13 155 lakosa volt, melyből 9 261 csecsen (70,4%), 3 239 orosz (24,6%), 67 ukrán, 18 örmény, 16 avar, 3 ingus, 3 kumik, 1 nogaj.
- 2010-ben 16 812 lakosa volt, melyből 13 232 csecsen, 2 076 orosz, 211 avar, 201 kumik, 154 tabaszaran, 113 kazah, 68 lezg, 67 tatár, 60 kabard, 56 oszét, 47 azeri, 43 grúz, 34 burját, 31 baskír, 31 dargin, 30 ukrán, 28 tuva, 26 altáj, 24 örmény, 21 kalmük, 21 nogaj stb.

Az orosz nemzetiségű lakosság főleg Borzoj faluban él.